# Thomas Wright
Thomas Wright   (18 de setembre de 1763 - 24 de novembre de 1829), fou un músic anglès.
Va ser un reputat organista i compositor. les seves improvisacions a l'orgue foren famoses arreu d'Anglaterra.
Va compondre nombroses obres per a piano, antífones, cançons, peces pera orgue, etc... El seu Concerto for the harpsichord or pianoforte, escrit el 1785, i dedicat a la Senyoreta Dundas, ofereix la particular curiositat d'esser la primera música en que apareix la indicació metronòmica, si bé aquesta indicació es refereix a un aparell mesurador del temps, inventat, segons es diu en el prefaci de l'obra, pel mateix Wright, el qual també ideà un aparell neumàtic que, adaptat al piano, li permete executar obres escrites per a orgue.